# Harry Kemp

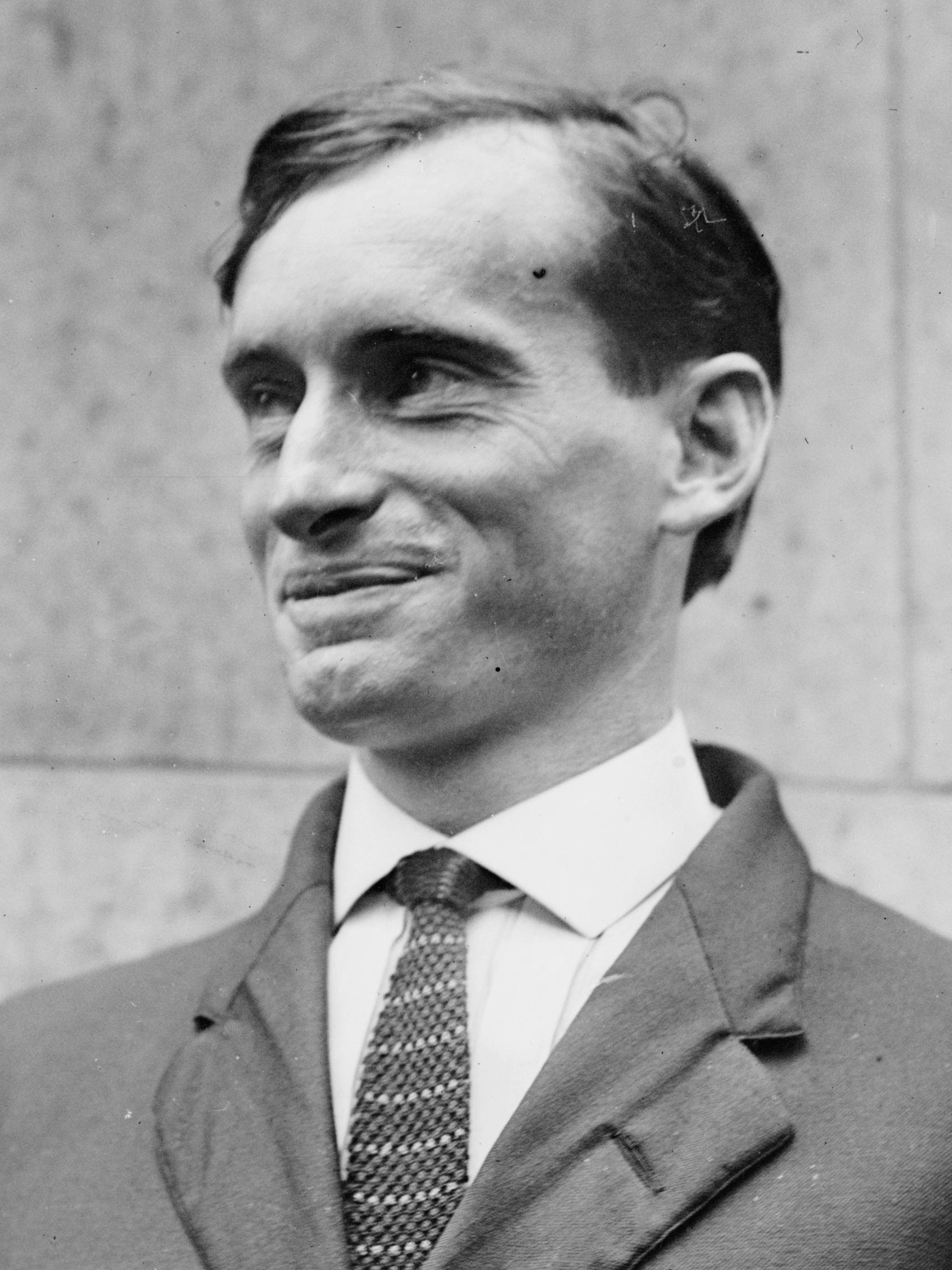
Harry Kemp

Harry Hibbard Kemp (* 15. Dezember 1883 in Youngstown (Ohio); † 5. August 1960 in Provincetown) war ein US-amerikanischer Dichter, Dramatiker und Erzähler.

## Leben
Harry, der Sohn des Fabrikarbeiters Wilbert Elijah Kemp und dessen Frau Ida Hibbard, wurde von der Großmutter aufgezogen. Im Jahr 1900 verließ er das Haus, fuhr zur See und erkundete nach der Rückkehr als Hobo auf Schienen sein Heimatland. Zur Erlangung der Hochschulreife nahm er um 1905 in Gill den Besuch der Northfield Mount Hermon School auf sich, wurde aber gegen Ende 1906 relegiert. Trotzdem immatrikulierte ihn die University of Kansas in Lawrence. Während der Studienzeit versuchte sich Harry Kemp als Dichter. 1911 folgte er einer Einladung  Upton Sinclairs; kampierte auf dessen single-tax-Grundstück in Arden. Kemp vergalt Sinclair die Gastfreundschaft auf seine Art: Sinclairs erste Frau Meta Fuller (1880–1964) brannte mit dem Gast durch. 1915 heiratete er Mary Pyne (1892–1919). Eigentlich war Kemp – der Vagabond Poet – zeit seines Lebens als Tramp unterwegs. Dazu passt der Titel seiner Autobiographie Tramping on life, die sich bis 1939 gut verkaufen ließ. Ein klein wenig Ruhe in seinem unsteten Leben genoss der Dichter – abgesehen von dem Stillstand in Schule und Universität – lediglich in Greenwich Village und als Poet of the Dunes in Provincetown.

## Werk (Auswahl)
Gedichte
- The Cry of Youth. New York 1914 (archive.org)
- The passing god. New York 1919 (archive.org)
- Chanteys and ballads. New York 1920 (archive.org)
- Don Juan's note-book. New York 1929 online bei HathiTrust

Stücke
- Judas. New York 1913 (archive.org)
- The prodigal son. A comedy in one act. New York 1919 (archive.org)
- nach Tirso de Molinas El burlador de Sevilla y convidado de piedra: The love-rogue. A poetic drama in three acts. New York 1923 online bei HathiTrust
- Boccaccio's untold tale and other one-act plays. New York 1924 online bei HathiTrust

Prosa
- Tramping on life. An autobiographical narrative. New York 1922 (archive.org)
- More miles. An autobiographical novel. New York 1926 (archive.org)
- Mabel Tarner. An American primitive. New York 1936 online bei HathiTrust